# Moritz Hauser (Architekt)
Moritz Hauser (geb. 27. Juni 1891 in Graz; gest. 5. Oktober 1970 in Zürich) war ein Schweizer Architekt.

## Leben und Wirken
Hauser wuchs in Graz und St. Gallen, wo er die Schule besuchte, als Sohn einer Strickereihändlerin auf. Er ging daraufhin zum Studium in seine Geburtsstadt, wo ihm Verwandte das Architekturstudium an der Technischen Hochschule begann. Das Diplom in Architektur legte er dann an der Technischen Hochschule in München ab und ging 1914/15 nach Frankfurt, wo er, nach zwei Stationen in Architekturbüros, am dortigen Hochbauamt arbeitete. Ab 1916 war er Soldat im Ersten Weltkrieg, als k.u.k. Leutnant geriet er in italienische Kriegsgefangenschaft. Ab dem Sommer 1919 war er zurück in St. Gallen, wo er sich 1920 selbständig machte. 1931 zog der gläubige Jude Hauser wegen «antisemitischer Umtriebe» nach Zürich, er behielt aber ein kleineres Büro in St. Gallen bei. Aus seiner St. Galler zeigt ragt der Wohn- und Geschäftshaus an der Lämmlisbrunnenstrasse hervor, ein der Moderne verpflichteter Gebäudekomplex. Aber auch das Laubenganghaus in der Dianastrasse und die Siedlung Bruggwiesen aus der Mitte der 1930er Jahre zeugen von seinem dem Neuen Bauen verpflichteten Wirken in St. Gallen.
In Zürich ist sein erster bedeutender Bau, der Urbankomplex am Bellevue von 1934–35, leider 1970 abgebrochen worden. Etwas früher dagegen entstand das Hotel Touring, und in den 1940er Jahren Wohnhäuser: Das Haus am Zeltweg von 1942, das vier Künstler unter einem Dach vereinte, neben einer Malerin, einem Bildhauer und einer Grafikerin auch den Organisten und Orgelexperten Viktor Schlatter, ist auf trapezförmigem Grundriss in komplexer Art und Weise in das Grundstück eingeschrieben, die vier Einheiten mit je eigenem Zugang bilden gewissermassen Häuser im Haus, und wegen der Topografie und der Bedürfnisse der Bewohner – das Bildhaueratelier hat eine lichte Höhe von 3,70 m, der Organist liess sich eine Orgel einbauen, die auf der Landesausstellung 1939 gezeigt worden war – ergeben sich unterschiedlichste räumliche Verhältnisse, Deckenversprünge und interne Treppen. 1944 entstanden Wohnhäuser an der Merkur- und 1948 eine grössere Überbauung an der Rotfluhstrasse in Zollikon, darunter das Eigenheim des Architekten. Bemerkenswert ist das Punkthaus an der Kapellenstrasse am Hang des Freudenbergs in St. Gallen, das 1953 entstand.
Hauser war jahrzehntelang Präsident der Zürcher Zionistischen Ortsgruppe, er baute in den 1940er-Jahren für die Israelitische Kultusgemeinde an der Lavaterstrasse und renovierte 1952 die 1884 erbaute Synagoge in der Löwenstrasse. In Jerusalem gestaltete er das Grab von Theodor Herzl.

## Werkauswahl
- Kinotheater Palace, St. Gallen 1923–24
- Lämmlisbrunnenstr., Wohn- und Geschäftshaus, St. Gallen 1931–32
- Laubenganghaus Dianastr., St. Gallen 1933
- Hotel Touring, Zürich 1931–32
- Hotel und Kino Urban, Zürich 1934–35 (abgebrochen 1970)
- Siedlung Bruggwiesen, St. Gallen 1934–35
- Doppelhaus Zeltweg, Zürich 1941
- Mehrfamilienhaus Merkurstr., Zürich 1944
- Überbauung Rothfluhstr., Zollikon 1946–48
- Mehrfamilienhaus Kapellenweg, St. Gallen 1952–53